# Laatre
Laatre es un pueblo del municipio de Valga, en el condado de Valga, Estonia, con una población censada a final del año 2011 de 189 habitantes. 
Se encuentra ubicado al sur del condado, cerca del nacimiento del río Väike Emajogi y de la frontera con el condado de Võru y con Letonia.